# Honthorststraat

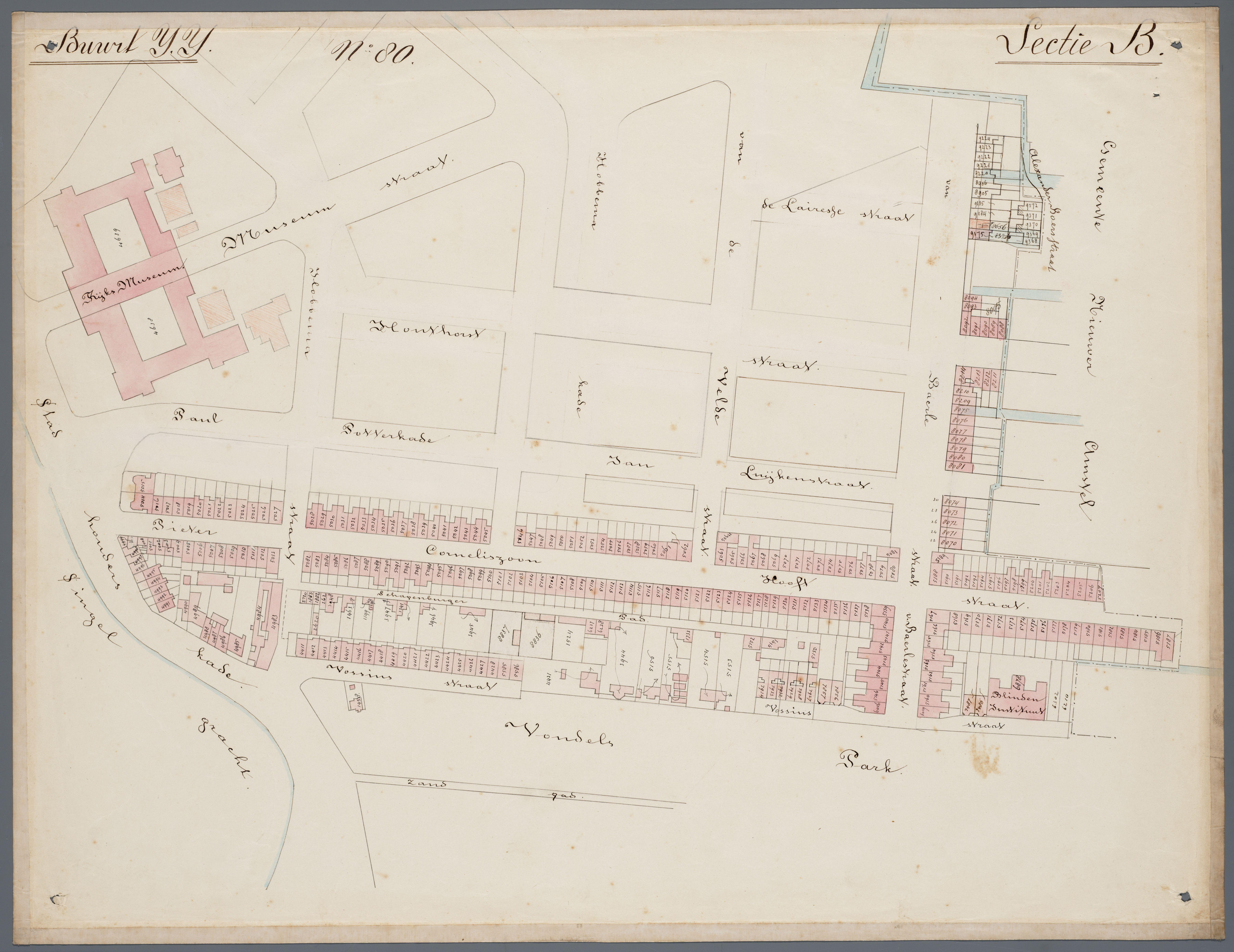
Planologische kaart met Honthorststraat parallel aan de P.C. Hooftstraat

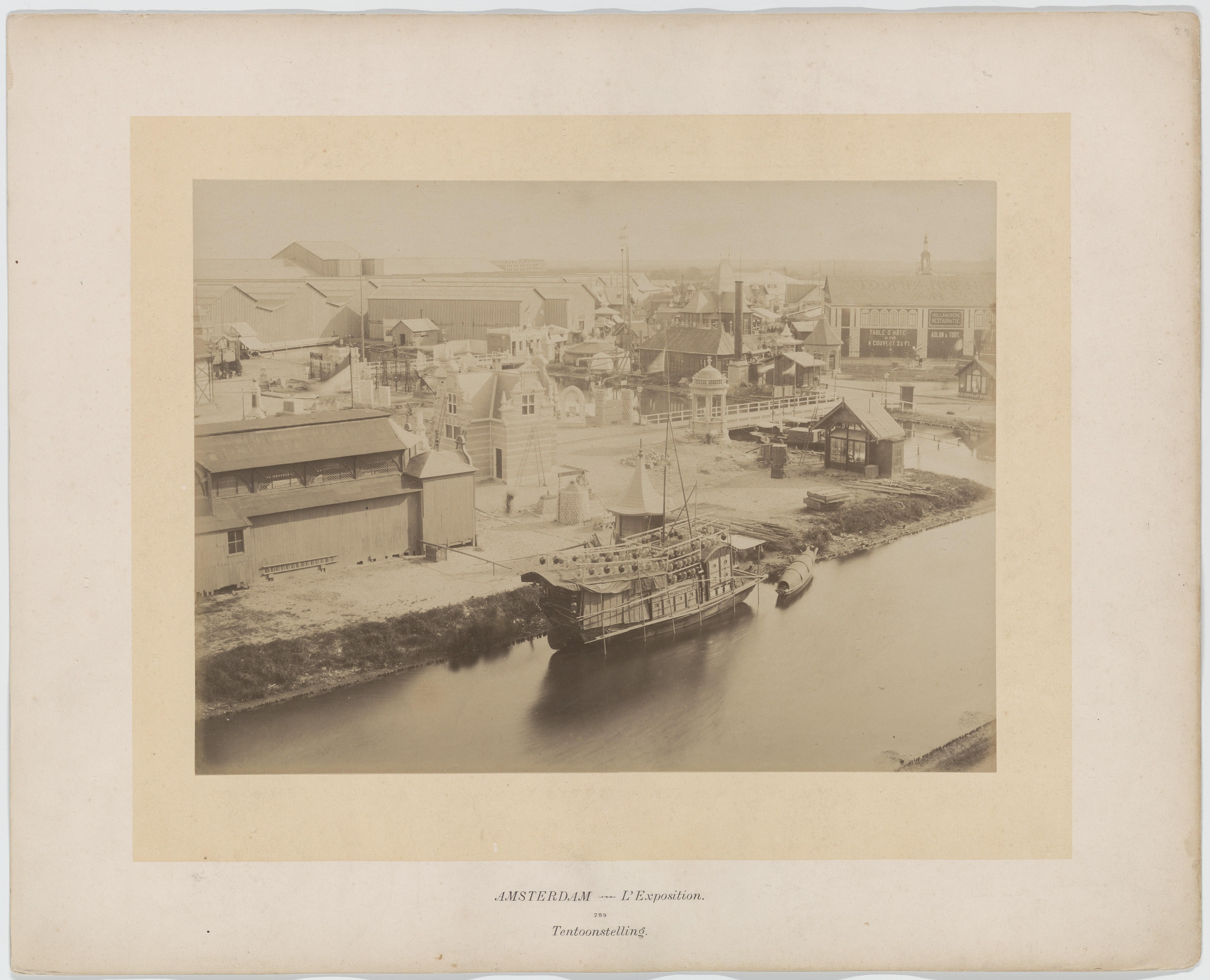
Kruising Paulus Potterkade (voorgrond) en Hobbemakade (onder de brug door)(mei 1883), op de gedempte laatste kwam de Honthorststraat te liggen

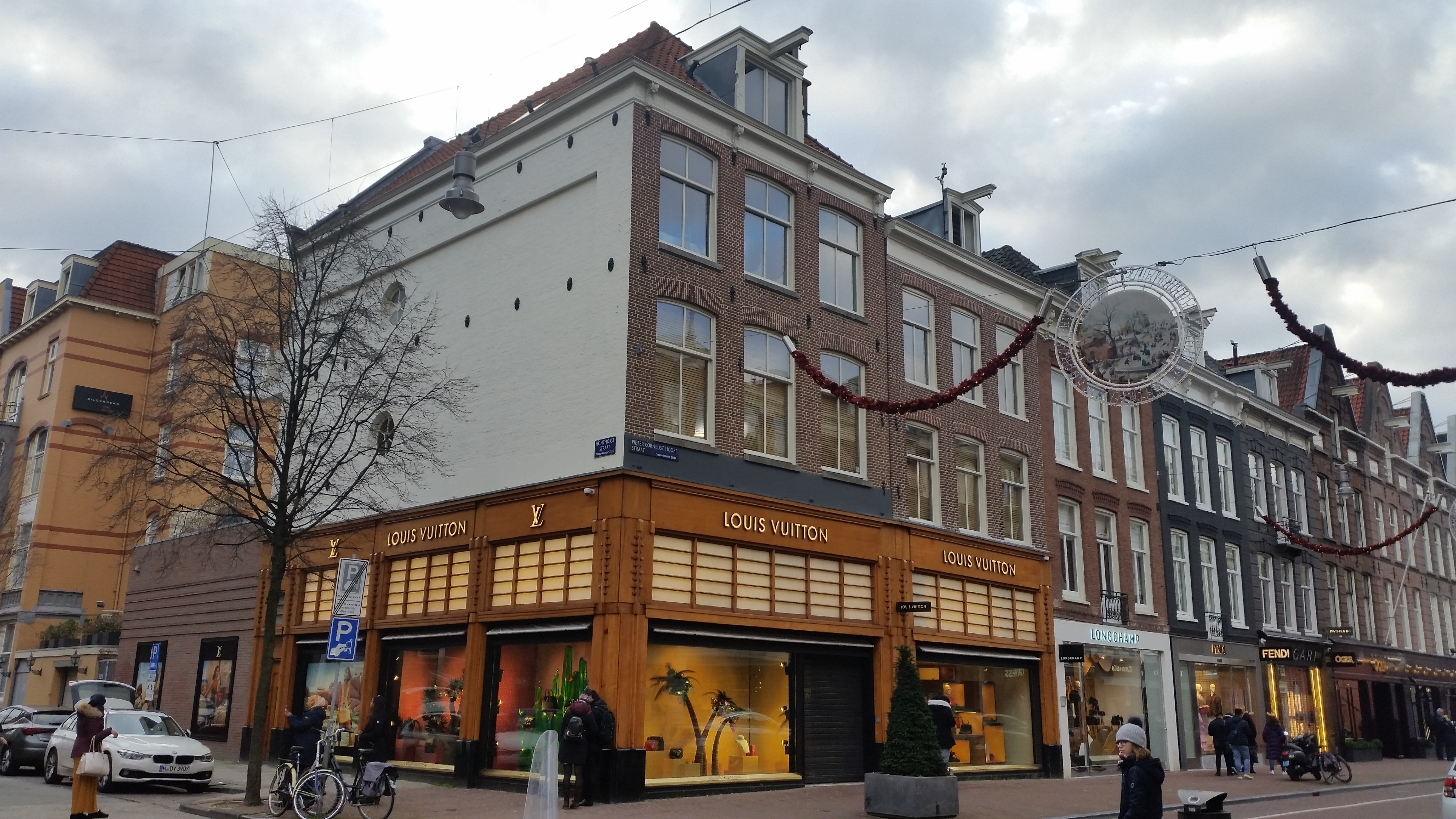
Honthorststraat, hoek P.C. Hooftstraat met Louis Vuittonwinkel (december 2018)

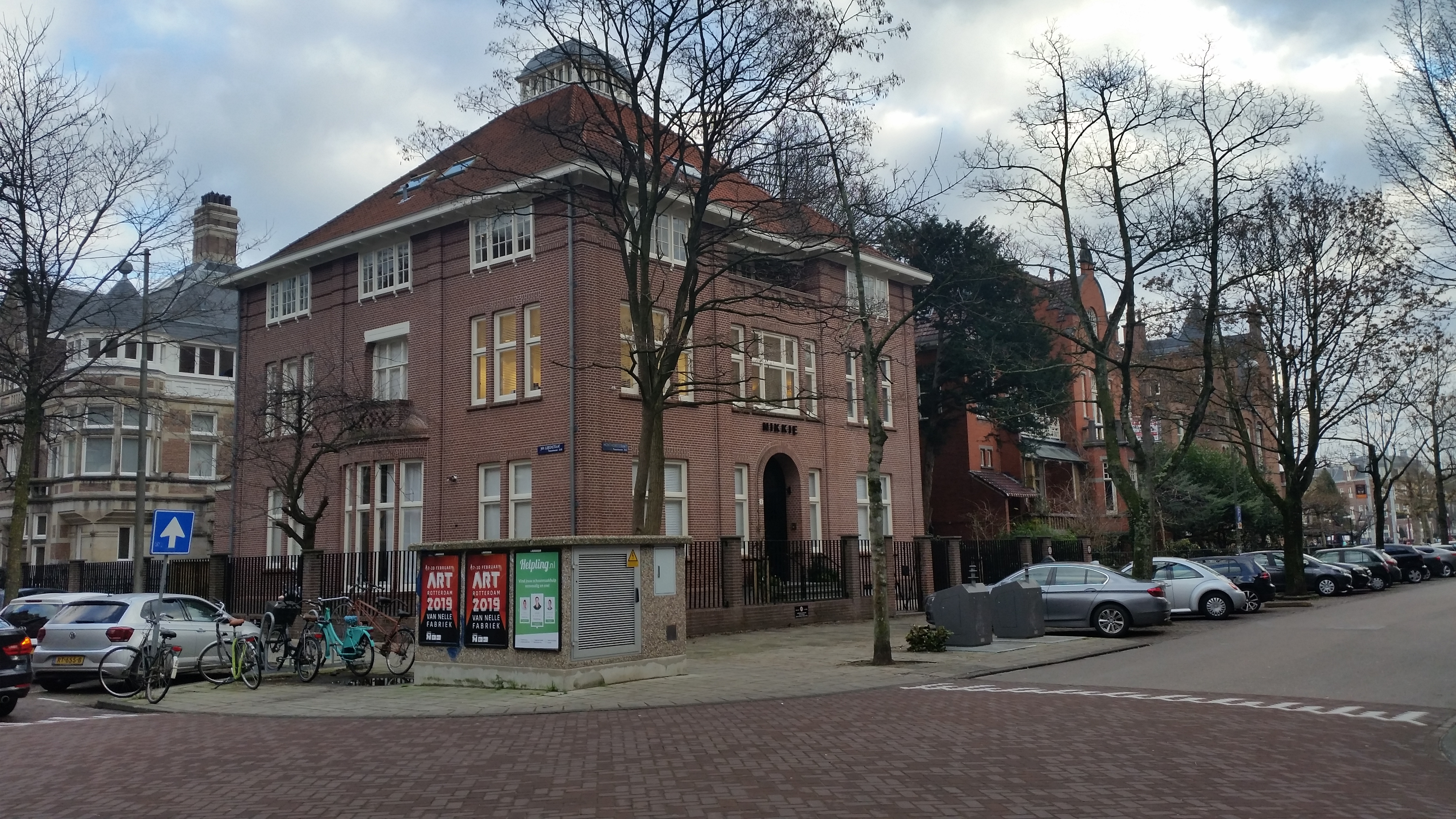
Villa Reens (december 2018)

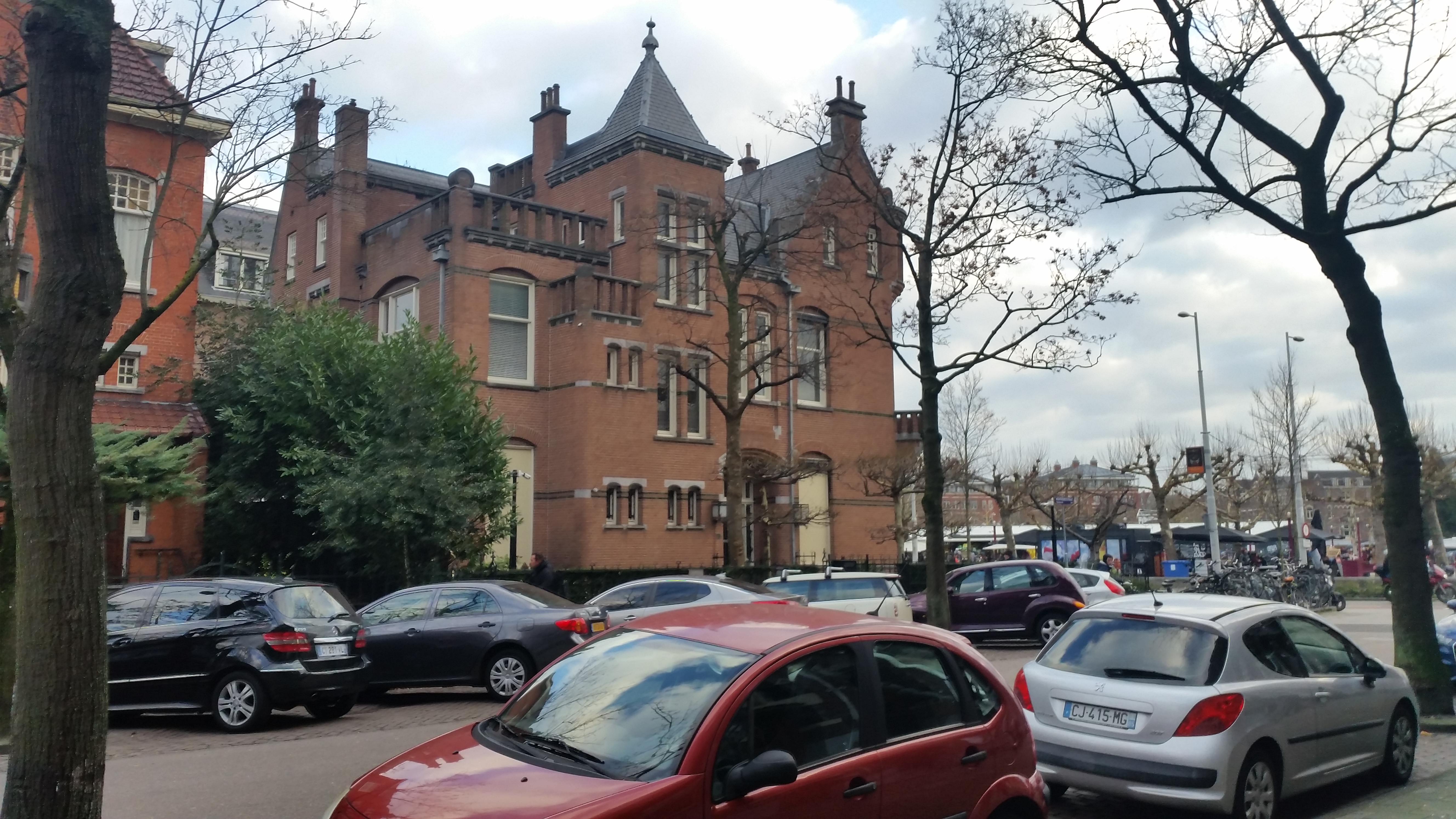
Villa Roelvink (december 2018)

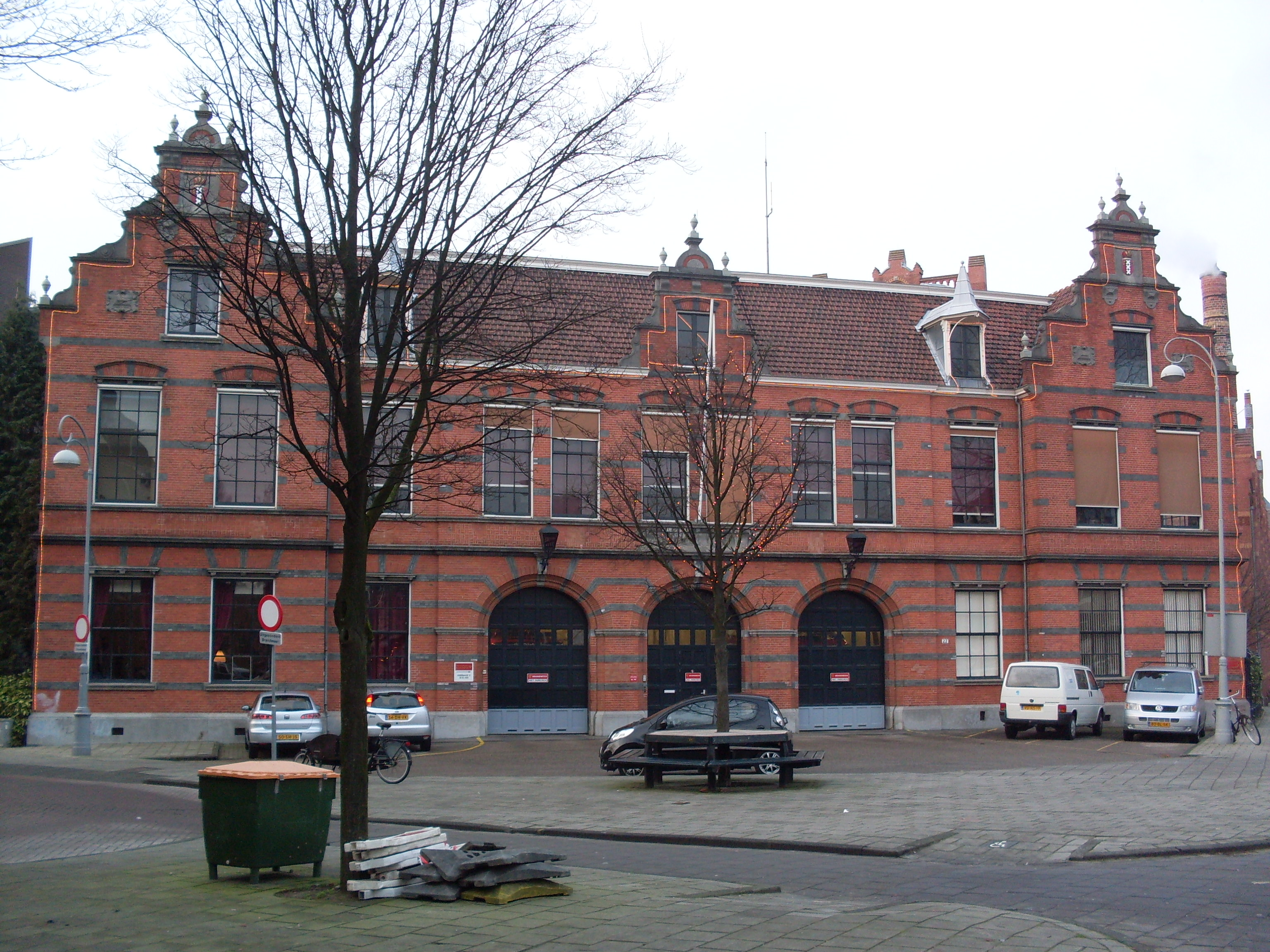
Brandweerkazerne (2008)

De Honthorststraat is een straat in het Museumkwartier, Amsterdam-Zuid. De straat is per raadsbesluit van 10 juni 1880 vernoemd naar kunstschilder Gerard van Honthorst. Meerdere straatnamen in het Museumkwartier zijn vernoemd naar kunstschilders. Meerdere steden hebben straten naar de schilder vernoemd.

## Ligging en geschiedenis
De straat begint als dwarsstraat van de P.C. Hooftstraat, vernoemd naar een schrijver/historicus en niet naar een schilder. Ze loopt zuidoostwaarts en kruist achtereenvolgens de Jan Luijkenstraat en Paulus Potterstraat. Na een soort parkvilla eindigt ze tijdelijk; ze gaat weer verder aan de overzijde van het Museumplein. Aan de overzijde van dat plein staan wederom twee stadsvilla’s. Ze is vervolgens het beginpunt van de Johannes Vermeerstraat en Pieter de Hoochstraat. Ze eindigt op de Hobbemakade, de westkade van de Boerenwetering. Vanaf daar is er via de Brandweerbrug verbinding naar de Tweede Jacob van Campenstraat, maar die ligt al in de aansluitende wijk De Pijp. De Honthorststraat loopt parallel aan de Hobbemastraat en de combinatie Van de Veldestraat en Terniersstraat, ze lopen in een steeds wijder wordende boog achter het Rijksmuseum (van uit het stadscentrum gezien).
De straat is aangelegd op een gebied dat tot laat in de 19e eeuw dienstdeed land landbouwgrond, met hier en daar wat industrie, die te gevaarlijk was om in de bevolkte binnenstad haar activiteiten te hebben, zoals de Koninklijke Waskaarsenfabriek. De straatnaam wordt in eerste instantie verbonden aan een straat die parallel loopt aan de P.C. Hooftstraat, op het traject wat later de naam kreeg Paulus Potterstraat. Ze werd toen doorsneden door de Hobbemakade; een V-vormige gracht tussen de Paulus Potterkade en de Boerenwetering met een monding net ten noorden van die waskaarsenfabriek. Na demping van die gracht rond 1892 werd de straatnaam aangewend voor dat gedempt gedeelte en werd de naam Hobbemakade gebruikt voor de westelijke kade van die Boerenwetering.
Het stuk P.C. Hoofstraat naar de Paulus Potterstraat kent verkeer in beide richtingen zonder scheiding; het stuk Museumplein naar de Hobbemakade kent verkeer in beide richtingen gescheiden door parkeerplaatsen in een middenterrein. Er is daarbij voor gemotoriseerd verkeer geen directe verbinding tussen Honthorststraat en Hobbemakade. De beide delen van de Honthorststraat zijn onderling verbonden door een voet- en fietspad lopende over het Museumplein.

## Gebouwen
Anders dan de naastgelegen volksbuurt De Pijp met al haar arbeiderswoninkjes werd het Museumkwartier ingedeeld en ingericht als deftige woonwijk. Dit is terug te vinden in de bebouwing in de Honthorststraat. Daar waar in De Pijp revolutiebouw werd toegepast, werden in de Honthorststraat een combinatie van villa’s en herenhuizen gebouwd. Een aantal van die woningen werden in de 20e eeuw tot gemeentelijk monument dat wel rijksmonument verklaard.

### Gebouwen tussen P.C. Hoofstraat en Museumplein
Een aantal gebouwen tussen P.C. Hooftstraat en Museumplein:
- Honthorststraat 2; een gebouw met de hoofdingang aan de P.C. Hooftstraat 67; gebouwd in 1898, heeft op de begane grond een houten betimmering in de stijl van de Amsterdamse School; het werd in 2020/2021 gesloopt om plaats te maken voor nieuwbouw[1]
- Honthorststraat 2a – 16, loopt door tot in Jan Luijkenstraat 11 en Paulus Potterstraat 10; het is als geheel een gemeentelijk monument; architect Roelof Kuipers, tevens voorzien van afsluitmuren naar de binnenterreinen, fraai tegelwerk en glas-in-lood bij toegangsdeuren en opvallende gevelelementen
- Honthorstraat 20 deels op het Museumplein genaamd Villa Alsberg, rijksmonument architect Eduard Cuypers (1904-1906), bouwstijl in de trant van een Engels 19e-eeuws landhuis, sinds 2016 vestiging van Moco Museum
- Honthorststraat 3, hoek Jan Luijkenstraat genaamd Villa Reens, inclusief hekwerk een rijksmonument, architect Harry Elte in rationalistische stijl; het is gebouwd voor Richard Reens, directeur van de N.V. Nederlandsche Fabriek voor Betimmeringen/Gebr. Reens;
- Honthorststraat 5-7, een dubbele villa, rijksmonument, architect Evert Breman (1902), gebouwd in traditionele stijl met vernieuwende invloeden van bijvoorbeeld art nouveau in opvallend helderrode baksteen
- Honthorststraat 9, hoek Paulus Potterstraat, een villa genaamd Villa Roelvink, rijksmonument, architectenfamilie Dolf van Gendt en zonen (1899); in de stijl van overgangsarchitectuur; gebouwd voor Adam Roelvink, directeur van "Maatschappij De Volharding tot Exploitatie van onroerende goederen" onderdeel van de Twentsche Bank; het pand werd opgeleverd als Honthorststraat 5, de dubbele villa 5-7 stond er immers nog niet, het pand stond in de jaren 70 nog op de nominatie om gesloopt te worden en dan vervangen te worden door een modern kantoorgebouw[2]

### Gebouwen tussen Museumplein en Hobbemakade
Een aantal gebouwen tussen Museumplein en Hobbemakade
- Honthorststraat 22 deels op het Museumplein, rijksmonument, architect Gerrit Jan Venemans (Winterswijk 20 november 1862- Amsterdam, 27 mei 1923), die eigenlijk makelaar en bouwkundige was, gebouwd 1907, gebouwd in neoclassicistische stijl, gebouwd voor Johan Christiaan Frederik Knapp jr. (1849-1923), makelaar in onroerend goed en effecten
- Johannes Vermeerstraat 2, hoek Honthorststraat, rijksmonument, architect Jacobus Augustinus van Straaten (1911/1912), een combinatie van Hollandse en Engelse classicistische stijl gebouwd voor Anton Mensing, later gekocht door Willem Dreesmann, die er het Dreesmann-museum in vestigde, het staat daarom bekend als Dreesmann-huis; sinds 1991 in gebruik bij Nederlands Tijdschrift voor Geneeskunde
- Honthorststraat 30, gemeentelijk monument, architect Meindert Lippits met jugendstil- en Wiener Werkstätte-elementen met opvallend afdak en overstek, er was een tijdlang House of Holland, een hotel gevestigd
- Honthorststraat 32-36, drie herenhuizen van architect Piet Hein Niftrik (4 januari 1867 – 28 januari 1941) uit 1904
- Honthorststraat 38-40, hoek Pieter de Hoochsstraat 2, een gemeentelijk monument, architecten Abel Kok en Allard Remco Hulshoff in Engelse landschapsstijl; in dit gebouw is het consulaat van Duitsland gevestigd op nr. 38, was oorspronkelijk een pand waarin een artsenpraktijk zat
- Honthorststraat 19/ Johannes Vermeerstraat 7; architect A. Polak; twee gebouwen uit 1963-1965, oorspronkelijk met glasvliesgevels, gebouwd voor de Schotse verzekeringsmaatschappij General Accident, dat in 2008 verkocht werd aan NUTS, in 2009 zijn de gevels verwijderd en vervangen door baksteen
- Honthorststraat 21 dat de achtergevel is van Hobbemastraat 22-24; die ingang dateert van 1921; het deel dat vanaf de Honthorststraat zichtbaar is, stamt uit 2005, ontworpen door Thomas Offermans, Antonio Cruz, Antonio Ortiz voor het Ateliergebouw van het Rijksmuseum[3]
- Honthorststraat 25-27, rijksmonument, van stadsarchitect Hendrik Leguyt van de Dienst der Publieke Werken (1896), in Hollandse neo-renaissancestijl, gebouwd voor brandweerkazerne Dirk.